# Tropacythere
Tropacythere is een geslacht van uitgestorven kreeftachtigen uit de klasse van de Ostracoda (mosselkreeftjes).

## Soorten
- Tropacythere normanniae (Donze, 1968) Gruendel, 1973 †
- Tropacythere verrucosa (Blaszyk, 1967) Gruendel, 1973 †